# Hímera

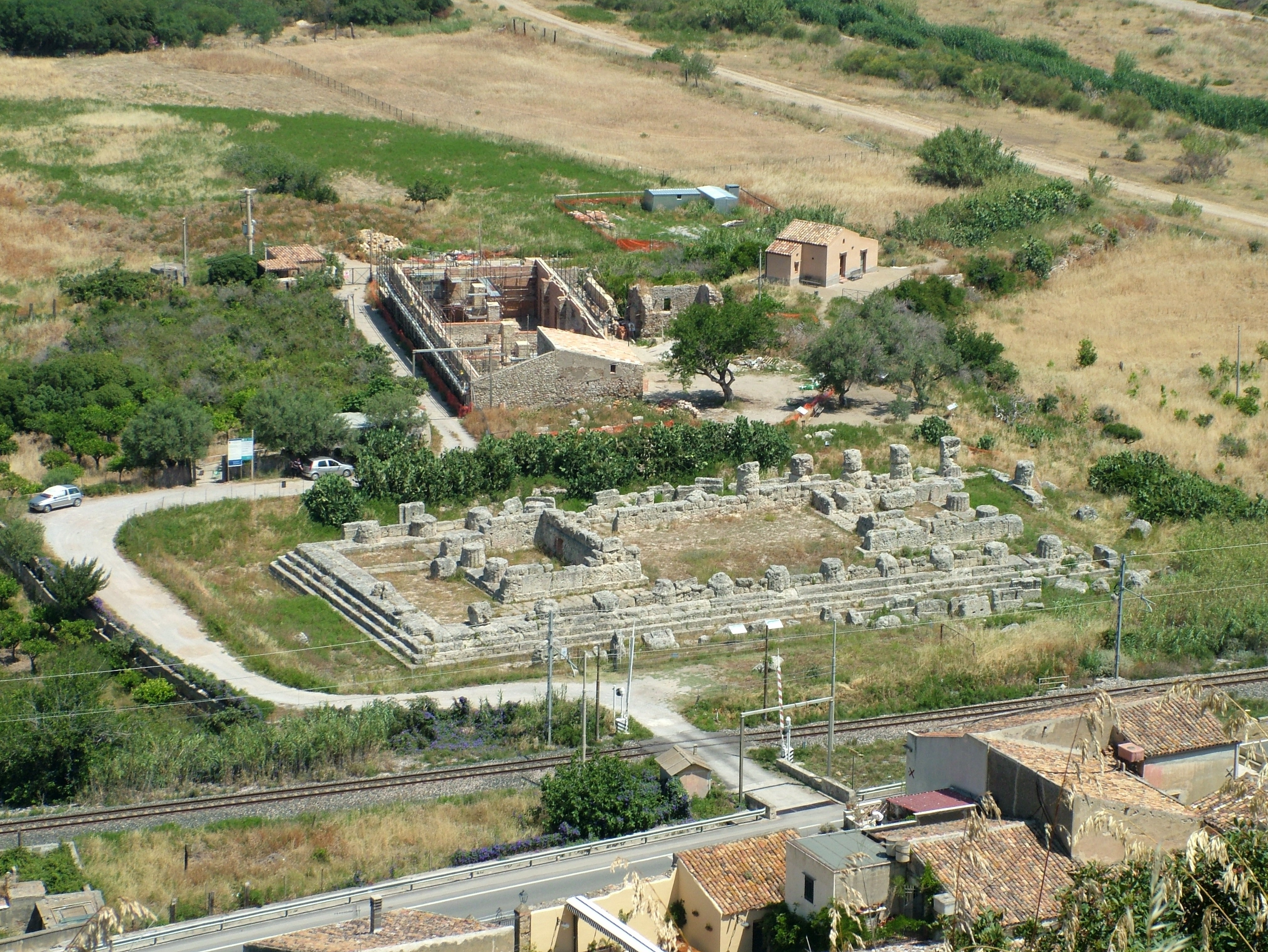
Templo da Vitória em Hímera

Hímera foi uma colónia grega fundada na costa norte da Sicília por volta de 649-648 a.C. por colonos de Zancle (Messina), acompanhados por exilados de Siracusa. Situa-se perto da moderna Termini Imerese e o acesso ao local pode ser feito pela auto-estrada Palermo - Catania.
Perto da cidade teve lugar a conhecida Batalha do Hímeras. A colónia foi governada pelo tirano Terilo, que foi expulso por Téron de Acagras. Terilo decidiu pedir ajuda ao cartaginense Amílcar Barca que em 480 a.C. invadiu a costa norte da Sicília com o objectivo de reinstalar Terilo no poder. Contudo, Amílcar seria derrotado pelas forças de Gelão I, tirano de Siracusa.  De acordo com a tradição grega, esta batalha teria se desenrolado no mesmo dia em que os Gregos derrotaram os Persas na Batalha de Salamina. Para celebrar o sucesso foi construído o Templo da Vitória cujas ruínas é possível observar hoje no local. Os Cartaginenses mantiveram-se afastados da cidade durante algum tempo, até que em 409 a.C. a cidade foi tomada e arrasada por eles.
Um das personalidades mais famosas de Hímera foi o poeta Estesícoro. Várias peças de interesse encontradas no local encontram-se expostas no Museo Archeologico Regionale di Palermo.